# Mark Luckhurst
Mark 'Snake' Luckhurst (geboren op 15 april 1961 in Engeland) was bassist voor de hardrock band Thunder. 
Mark Luckhurst was de eerste bassist van de band Thunder, hij speelde bas op de eerste twee albums; Backstreet Symphony en Laughing On Judgement Day. Hij verliet de band na een tour in Japan eind 1992. Hierna is hij nog actief geweest voor een tourband voor het kortstondige Coverdale/Page project, hierna is er weinig meer van hem bekend.